# Émile Stijnen
Émile Stijnen (Antwerpen, 1907. november 7. – 1997. március 27.) belga labdarúgó, középpályás.

## Karrierje
Játékoskarrierje két klubcsapathoz kötődik. 1927-től nyolc éven keresztül a Berchem Sport gárdáját erősítette, majd újabb nyolc évig a Olympic Charleroi-ban szerepelt. Utóbbi együttes nevéhez fűződik az a bravúr, hogy két év alatt sikerült feljutnia a harmadosztályból az első ligába, majd az első szezonban a képzeletbeli dobogó harmadik fokára állhatott fel.
A belga válogatottban 1932 és 1939 között játszott, ezalatt harmincegy találkozóra kapott meghívást, amelyből tizenhaton csapatkapitányként vezette ki a „vörös ördögöket”. Részt vett az 1938-as vb-n is, ahol egy összecsapáson, a Franciaország elleni vesztes nyolcaddöntőben kapott játéklehetőséget.
Aktív játékospályafutása befejezése után edzőnek állt. Első csapata az Olympic Charleroi volt, ahol rögtön visszavonulása után leülhetett a kispadra. Legsikeresebb tréneri időszaka a Beerschot AC csapatához kötődik, amelynek stadionja egy ideig az ő nevét is viselte.